# Torpille Type 65
La torpille Type 65 (surnommée familièrement en russe : tolstoushka, ou « grosse fille », en raison de sa taille) est une torpille soviétique puis russe. Elle est développée pour la marine soviétique pour contrer les groupes aéronavals de l'United States Navy et pour pouvoir être utilisée contre des bâtiments marchands importants tels que les supertankers ainsi que contre les sous-marins ennemis. Elle serait en service à bord des bâtiments les plus récents de la Marine russe, mais les tubes lance-torpilles de 650 mm sont souvent équipés d'adaptateurs de 533 mm pour permettre le lancement de missiles RPK-2 Viyuga ou de torpilles Type 53.
La commission d'enquête officielle nommée par le gouvernement russe affirme que l’explosion d'une torpille Type 65-76A est à l'origine du naufrage du sous-marin russe K-141 Koursk (projet 949A / Oscar II) en août 2000,.

## Variantes
- 65-73 entre en service en 1973, torpille non guidée. ogive nucléaire de 20 kt ;
- 65-76 « Kit » (russe : Кит, « baleine ») entre en service en 1976 ; 
  - DT, longueur : 11 m, masse : 4 500 kg, ogive de 450 kg ;
  - DST92, longueur : 11 m, masse : 4 750 kg, ogive de 557 kg. Torpille à tête chercheuse antinavire, elle opère à une profondeur de 20 m. Ses capteurs pointent vers le haut pour détecter le sillage du bâtiment, la torpille balaye de part et d'autre pour déterminer les bords du sillage.

## Utilisateurs
- Union soviétique
- Russie
- Chine